# Barbro Sörman
Barbro Anna Karin Sörman, född Ljungqvist den 16 april 1927 i Göteborg, död den 6 november 2006 i Lidingö församling, var en svensk mode- och textilformgivare. Hon skapade de så kallade Sörmanskjortorna och klänningarna, som senare var kännetecknande för företaget Twilfit under många år.

## Biografi
Barbro Sörman studerade vid Anders Beckmans skola samt Stockholms tillskärarakademi.
Sörman samarbetade med Ingmar Bergman under 1950-talet och skapade senare kläder till Höstsonaten och Ingrid Bergmans garderob i den filmen.
År 1967 lanserade hon de så kallade Sörmanskjortorna och klänningarna, som senare var kännetecknande inom företaget Twilfit under många år. Sörmans farmor sydde en mängd nattskjortor till sin make, som inspirerade Barbro Sörman till sina egna så kallade Sörmansskjortor och hon färgade själv tygerna och gjorde sin egen färgskala. Basmönstret i skjortklänningen var alltid detsamma, med många variationer och syddes upp i många olika färger. Plaggen blev en identitetsmarkör för exempelvis kvinnor inom kulturen.
Hon var från 1951 till sin död gift med reklamformgivaren Gunnar Sörman. Makarna är begravda på Lidingö kyrkogård.

## Utställningar
- Konsthantverkarnas förening.
- Form Design Center i Malmö, vilket senare ledde till samarbetet med Twilfit.
- Liljevalchs konsthall.
- Galerie Doktor Glas.
- Scandinavia Today, Minnesota.